# 71 (число)
71 (семьдесят один) — натуральное число, расположенное между числами 70 и 72.

## В математике
- 71 — нечётное двузначное число.
- Недостаточное число.[1]
- Злое число.[2]
- Бесквадратное число.[3]
- Сумма цифр числа 71 равна 8.
- Произведение цифр числа равно 7.
- Квадрат числа 71 — 5041.
- 20-е простое число[4], является числом-близнецом числа 73.
- 71 является простым числом Чена.[5]
- Пятый эмирп[6] — простое число, при прочтении которого справа налево получается другое простое число.
- 71 — перестановочное простое число[англ.][7] (при любой перестановке его цифр также получается простое число).
- 71 является центрированным семиугольным числом.[8]
- Сумма всех простых чисел от 2 до 71 делится на 71.[9]
- Сумма цифр первых 71 простых чисел (2 + 3 + 5 + 7 + 1+1 + … + 3+4+9 + 3+5+3) делится на 71.[9]
- 71 — наибольшее простое число {\displaystyle p} такое, что {\displaystyle 2^{p}} не содержит цифры 9.[9]
- 71 — наименьшее простое число, которое остается простым при вставке одного, двух, трех или четырех нулей между каждой цифрой.[9]

## В науке
- Атомный номер лютеция.

## В других областях
- 71 день в году — 12 марта (в високосный год — 11 марта)
- 71 год.
- 71 год до н. э.
- 1971 год.
- ASCII-код символа «G».